# Аццкий босс
«Аццкий Босс» (англ. Helluva Boss) — американский музыкальный комедийный мультсериал для взрослых, созданный, срежиссированный и спродюсированный Вивьен Медрано, также известной как «VivziePop». Действие сериала происходит в той же вселенной, что и «Отель Хазбин». Пилотный эпизод был выпущен 25 ноября 2019 года. Первая серия первого сезона, спродюсированная SpindleHorse Toons, была выпущена 31 октября 2020 года. Весь сериал выходит на YouTube-канале Медрано, как и другие анимационные проекты, но с 10 сентября 2025 года начнётся эксклюзивный временный показ новых эпизодов на платформе Prime Video в течение 45 дней, после чего серии вновь будут в общем доступе на YouTube. Вскоре было подтверждено, что всего в сериале будет четыре сезона.
7 ноября 2024 года стало известно, что студия дубляжа NDRecords Production стала официальным партнёром SpindleHorse Toons, и сериал получит официальный русский дубляж в виде звуковой дорожки на YouTube-канале Вивьен Медрано.

## Сюжет
Сериал повествует о сотрудниках «И.М.П» (англ. «Immediate Murder Professionals») — адского агентства по убийствам, которое оказывает свои услуги в мире людей.
В «И.М.П» работают: Блитц — босс предприятия, специалист по оружию Мокси, его энергичная жена Милли и секретарша и приёмная дочь Блитца — адская гончая Луна. С помощью древней книги, гримуара, полученной от демона «Гоетии», принца Ада, Столаса, им удаётся организовать свою работу и вместе пытаться сохранить бизнес Блитца.
Действие сериала происходит в той же вселенной, что и в «Отель Хазбин».

## Персонажи

### Основные
- Блитцø (произносится как Блитц; озвучил Брэндон Роджерс[12]) — главный герой мультсериала. Является основателем и менеджером «I.M.P» («Immediate Murder Professionals»), начинающего агентства по убийствам, которое оказывает свои услуги в мире живых. Несмотря на это, он плохо управляет своими деньгами и ужасно ведёт бизнес. Имеет периодические сексуальные отношения со Столасом, готическим демоном Ада, что позволяет ему держать открытым их единственный путь в человеческий мир — книгу, которую он когда-то украл у Столаса. Пансексуал[13].
- Мокси (озвучил Ричард Стивен Хорвиц[12]) — натуралист из «I.M.P», женат на Милли недавно (в 7 серии 1 сезона они празднуют первую годовщину свадьбы). Его часто раздражает то, что Блитц преследует его и вмешивается в личную жизнь, а также привычка Милли и Блитца без надобности тратить деньги. Имеет садистские наклонности. Несмотря на это, у него есть частички доброты, из-за которых он не может убить беззащитных, что показывается в пилоте и первой серии. Также не любит маскотов тематических парков аттракционов, которые беспокоят его, как рассказывается в серии «Лy Лу Лэнд». В сентябре 2020 года, в День би-видимости, создательница сериала Вивьен Медрано сообщила в своём аккаунте в X, что он бисексуал[14].
- Миллидред (Милли) (озвучил Вивиан Никсон[12], Эрика Линдбек — пилот[15]) — громила из «I.M.P», замужем за Мокси. Экстраверт, открыто выражает свои эмоции, бойкая, позитивная и веселая. У неё нет проблем с убийством любого по заказу, даже если это семья. По-детски любит Лу Лу Лэнд. Имеет довольно большую семью на круге Гнева: отец Джо, мать Лин, сестра Салли Мэй и другие неназванные братья и сёстры.
- Лу́на (озвучил Эрика Линдбек[12]) — адская гончая, секретарша «I.M.P» (хотя она почти не выполняет свою работу, как видно из пилота). Обычно её не интересуют дела, которые происходят вокруг. Луна груба и апатична по отношению к своим коллегам. Она — приёмная дочь Блитца, и делает вид что ненавидит его, а на самом деле любит.
- Принц Столас (озвучил Брайс Пинкхэм[12], Брок Бейкер — пилот[16][17]) — демон «Гоетии», состоящий в сложных отношениях с Блитцем. Супруг Стеллы (до 1-й серии 2-го сезона), отец Октавии и сын девятого духа Гоетии — Короля Пеймона. Внешне выглядит как антропоморфная сова, что соответствует его образу, в котором он является вызывающим его людям-оккультистам. Со своей дочерью Октавией он ведёт себя чересчур заботливо, ставя её счастье выше всего остального. В пилоте отмечается, что он бывал в сексуальных отношениях с Блитцом. В 1-м эпизоде «Убойная семейка» он шантажирует Блитца и предлагает каждый месяц возвращать ему книгу заклинаний (которая позволяет «I.M.P» переносится в мир людей), в обмен на сексуальные услуги. Позже влюбляется в него и решает разорвать сделку. Для этого достает камень Асмодей. В итоге они ссорятся в 9-м эпизоде 2 сезона «Тур извинений». Столас не появляется в сериале до 11-го эпизода 2 сезона «Кукловод».

### Второстепенные
- Октавия (озвучивает Барретт Уилберт[12]) — 17-летняя дочь Столаса. Выглядит как антропоморфная сова. Трудный подросток, меланхолик.
- Миссис Мэйберри (озвучивает Мара Уилсон[3]) — одна из клиентов «I.M.P» и бывшая учительница начальной школы. Большую часть жизни была доброй и жизнерадостной учительницей, а после смерти захотела отомстить любовнице мужа, из-за попытки убийства которой она и попала в Ад.
- Вортекс (озвучивает Джеймс Монро Иглхар[18]) — второстепенный персонаж, появляется в 3-й серии 1-го сезона. Адская гончая, охранник поп-звезды Веросики Мэйдэй.
- Чезвик Турман — появился в трейлере 2 сезона, в моменте когда он и Мокси грабят банк. Является бывшим Мокси и Милли.
- Кэш Баксо (озвучивает Джонатан Фриман) — отец Блитца, появляется в 1-й серии 2-го сезона. Владелец семейного цирка. Отличается жадностью.
- Пеймон (Король Пеймон) (озвучивает Джонатан Фриман) — отец Столаса, появляется в 1-й серии 2-го сезона.
- Лайл Липтон (озвучивает Майкл Джеймс Руокко) — изобретатель. Одна из целей «I.M.P», заказанная его бизнес-партнёром Лупти Гупти в 4-й серии 1-го сезона.
- Лупти Гупти (озвучивает Брэндон Роджерс) — изобретатель, который нанял Блитца и его команду для убийства его бизнес-партнёра Лайла Липтона в 4-й серии 1-го сезона.
- Вельзевул (озвучивает Кеша) — также известна как 'Би', ’Королева Пчёл', 'Квин Би', воплощение греха Чревоугодие, девушка Вортекса, появилась в 8-й серии 1-го сезона.

### Антагонисты
- Физзаролли (озвучивает Алекс Брайтман) — исполнитель и артист, а также второстепенный антагонист, дебютировавший в 7-й серии 1-го сезона «У Оззи». Он бывший лучший друг и коллега Блитца, когда они были детьми в цирке Кэша Баксо. Работает в клубе «Оззи». Выглядит как робо-клоун с чертами шута[19]. Самоуверенный, артистичный и высокомерный, имеет плохие отношения с Блитцом и Октавией. В 6 серии 2 сезона наладил отношения с Блитцем. По сексуальной ориентации официально является гомосексуалом.
- Асмодей[3] (озвучивает Джеймс Монро Иглхарт) — антагонист 7-й серии 1-го сезона[3], является боссом Физзаролли, живут вместе. Является демоном Похоти. Пансексуал.
- Веросика Мэйдэй (озвучивает Кристина Ви[18]) — бывшая девушка Блитца и поп-певица в Аду и на Земле. Соблазнительная, кокетливая и вспыльчивая. Впервые появилась в 3-й серии 1-го сезона. Выглядит как суккуб с кожей светло-розового цвета и белыми волосами.
- «Х.Е.Р.У.В.И.М» («C.H.E.R.U.B») — конкурирующая с «I.M.P» организация, состоящая из трёх херувимов. Впервые появилась в 4-й серии 1-го сезона[20]. Является агентством, чья цель — спасать людей от смерти, независимо от того, хороший или плохой человек, главное, чтобы он остался в живых. Не берут деньги в качестве вознаграждения.
  - Коллин (озвучивает Джейден Либран[20]) — херувим, выглядит как антропоморфная овца. Имеет белый нимб над головой и крылья на спине. Коллин чувствителен и мягок в общении, а когда расстроен, то заикается. Как и его коллеги, предан своей работе, не колеблясь прибегает к борьбе, если возникает препятствие. Однако он обладает большой сдержанностью, так как не становится агрессивным по отношению к своей задаче.
  - Клетус (озвучивает Дон Дэррил Ривера[20]) — херувим, выглядит как людской ребёнок возраста 8-10 лет. Является единственным херувимом, выглядящим как гуманоид, поскольку остальные херувимы были представлены в виде животных: ягнят, оленят и шмелей.
  - Кини (озвучивает Вивьенн Медрано[20]) — херувим-девушка, выглядит как ягнёнок. Её характер схож с характерами других херувимов: она добрая, щедрая и безвозмездно помогает людям, но если её разозлить, она станет жестокой и будет избавляться от всех преград ради выполнения задачи.
- Страйкер (озвучивает Эдвард Боско, 1 сезон 5 серия — Норман Ридус) — бес (наполовину демон-рептилия, наполовину имп), нанятый Джо, отцом Милли. Презирает тех, кто слабее его. Обладает ангельским оружием, способным убить высших демонов. Является антагонистом 5-го эпизода 1 сезона. Стелла заказала его убить Столаса, её мужа, за измену с Блитцем в 1-й серии 2 сезона.
- «D.H.O.R.K.S» — единственная организация в сериале, расположенная на Земле. Военизированная организация, занимающаяся расследованием паранормальных явлений, однако, не имеет авторитета среди людей. Впервые появилась в 1-м сезоне 6-й серии.
  - Агенты — Сотрудники «D.H.O.R.K.S», которые появились в 1-м сезоне 6-й серии и поймали Блица и Мокси. Пользуются только холодным оружием японского периода Эдо и пистолетами. В конце серии у них остаются доказательства существования главных героев.
- Стелла (озвучивает Джорджина Лихи) — бывшая жена Столаса и мама Октавии. Очень вспыльчивая, ненавидит своего мужа.

## Награды
| Год  | Награда           | Категория                   | Номинант                                            | Результат | Прим.         |
| ---- | ----------------- | --------------------------- | --------------------------------------------------- | --------- | ------------- |
| 2020 | Ursa Major Awards | Лучший драматический сериал | Helluva Boss for «Murder Family» and «Loo Loo Land» | Номинация | [ 21 ] [ 22 ] |
| 2021 | Ursa Major Awards | Лучший драматический сериал | Helluva Boss                                        | Победа    | [ 23 ] [ 24 ] |
| 2022 | Ursa Major Awards | Лучший драматический сериал | Helluva Boss for «The Circus» and «Seeing Stars»    | Номинация | [ 25 ]        |
| 2023 | Streamy Awards    | Subject Award — Animated    | Helluva Boss by VivziePop                           | Победа    | [ 26 ] [ 27 ] |
| 2024 | Queerty Awards    | Лучший веб-сериал           | Helluva Boss                                        | Победа    | [ 28 ] [ 29 ] |

## Эпизоды
| Сезон | Серии | Серии | Даты показа     | Даты показа     |
| Сезон | Серии | Серии | Первая серия    | Последняя серия |
| ----- | ----- | ----- | --------------- | --------------- |
| П.    | 1     | 1     | 25 ноября 2019  | 25 ноября 2019  |
| 1     | 8     | 8     | 31 октября 2020 | 24 июня 2023    |
| 2     | 12    | 12    | 30 июля 2022    | 21 декабря 2024 |

### Пилот
| Название | Режиссёр       | Автор сценария                   | Раскадровка                                    | Дата премьеры  |
| --- | -------------- | -------------------------------- | ---------------------------------------------- | -------------- |
| «Пилот» «Pilot» | Вивьен Медрано | Брэндон Роджерс и Вивьен Медрано | Саманта Эймс, Аманда Херд, Эми Херд и Лидия Лю | 25 ноября 2019 |
| В Аду бесы являются самой низшей формой общества. Но один бес по имени Блитцо (произносится как «Блитц») решает создать киллерское агентство по имени «I.M.P» вместе со своими компаньонами: тихоней Мокси, оторвой Милли и приёмной дочерью-адской гончей Лу́ной. Ему и его подопечным удаётся проворачивать свои дела и удерживать бизнес на плаву при помощи древней книги, которая позволяет переходить в мир живых и обратно, попутно терпя выходки друг друга. Они обслуживают клиентов из ада, выполняя убийства на Земле, разрабатывая стратегии расширения своей клиентуры и размышляя о прошлых миссиях. Но несчастный случай происходит тогда, когда Мокси по ошибке нацеливается на ребёнка, и ранит его, что вызывает большие споры в группе. Всплывают также проблемы и внутри компании, в том числе такие, как отстранение Луны от работы и преследование Блитцом Мокси и Милли вне работы. Кроме того, их портал на Землю происходит из гримуара, украденного у Столаса, демона «Гоетии», после короткого романа с ним и Блитцом. Эпизод заканчивается тем, что Луна всё-таки узнаёт и подтверждает, что ребёнок является правильной целью, что заставляет Блитца выстрелить в него, после того как он оскорбил его и остальных. Несмотря на разногласия, команда примиряется, избавляясь от тела. |                |                                  |                                                |                |

### Первый сезон
| № общий | № в сезоне | Название                                                        | Режиссёр       | Автор сценария                   | Раскадровка                                                           | Дата премьеры   |
| --- | ---------- | --------------------------------------------------------------- | -------------- | -------------------------------- | --------------------------------------------------------------------- | --------------- |
| 1 | 1          | «Убойная семейка» «Murder Family»                               | Вивьен Медрано | Вивьен Медрано и Брэндон Роджерс | Саманта Амбриз, Томас Брукс и Ник Свифт                               | 31 октября 2020 |
| Школьная учительница, миссис Мэйберри, попала в ад из-за того, что попыталась умертвить любовницу мужа, после того, как узнала об измене своего мужа во время видеозвонка, организованного её учениками. В приступе ярости она смертельно стреляет в своего мужа и его любовницу Марту, прежде чем направить пистолет на себя, свидетелями всего этого являются её испуганные ученики во время все еще активного видеозвонка. Попав в Ад, Миссис Мэйберри решила обратиться в агентство «I.M.P», чтобы оформить заказ на убийство чудом выжившей Марты, которая пережила нападение и благодаря этому получила деньги, сочувствие и уважение. Однако вскоре выясняется, что её семейка отнюдь не такая беззащитная. Используя гримуар, команда «I.M.P». отправляются в дом Марты, где случайно предупреждают её о своем присутствии. Семья Марты оказывается настоящими каннибалами, поклоняющимися дьяволу, которые захватывают Мокси и Милли, а Блитцу, удаётся чудом сбежать. Вскоре с помощью Мокси Марту убивают, но теперь его преследует чувство вины за последующую кончину остальных членов семьи. По возвращении в Ад, миссис Мэйберри и команда «I.M.P» празднуют завершение работы, но Мокси всё ещё остаётся травмирован непредвиденными последствиями его действий.          |            |                                                                 |                |                                  |                                                                       |                 |
| 2 | 2          | «Лу Лу Лэнд» «Loo Loo Land»                                     | Вивьен Медрано | Вивьен Медрано и Брэндон Роджерс | Сет Андерхолм, Зак Гиринг, Джесс Симс и Пол Виллеко                   | 9 декабря 2020  |
| В начале эпизода, Столас утешает юную Октавию после приснившегося ей кошмара, и поёт ей песню, после которой она благополучно засыпает. Наши дни, 17-летняя Октавия становится свидетелем бурного развода своих родителей, спровоцированного романом её отца с Блитцом. Несмотря на сопротивление Октавии, Столас настаивает на том, чтобы отвезти ее в парк развлечений под названием «Лу Лу Лэнд», нанимая «I.M.P» в качестве телохранителей для их сопровождения. Герои отправляются в парк развлечений «Лу Лу Лэнд». В парке Столас постоянно флиртует с Блитцом и одновременно пытается наладить отношения с дочкой, из-за чего Октавии становится не по себе от этого. Во время эмоционального всплеска Октавия убегает, побуждая Столаса преследовать ее. Тем временем Блиц противостоит аниматронному противнику и бывшему коллеге, своему давнему злейшему врагу - Робо Физзу. В это же время Мокси изо всех сил пытается выиграть приз для Милли. Столас находит Октавию в доме веселья, там же они обсуждают напряженную семейную ситуацию. Октавия боится, что отец бросит её. Столас заверяет дочь в своей преданности и извиняется за пренебрежение ею. Они уходят из парка вместе с командой «I.M.P», поскольку тот сгорает дотла в результате битвы Блитца с Робо Физзом. |            |                                                                 |                |                                  |                                                                       |                 |
| 3 | 3          | «Весеннее обострение» «Spring Broken»                           | Вивьен Медрано | Вивьен Медрано и Брэндон Роджерс | Цзы Чен, Адам Форд, Зак Гиринг, Аманда Херд и Лидия Лю                | 31 января 2021  |
| В один весенний день Блитц с ужасом обнаруживает, что его любимое парковочное место занято. И занято оно его бывшей девушкой — поп звездой Веросикой Мэйдэй, которая сильно недолюбливает и презирает последнего. После этого он решает бросить ей вызов за право владения парковочным местом, и поэтому обе группы, одна во главе с Веросикой вместе с суккубами и вторая во главе Блитца с «I.M.P», отправляются на Землю, чтобы посоревноваться. И теперь Блитцу предстоит выпутываться из этой непростой ситуации. |            |                                                                 |                |                                  |                                                                       |                 |
| 4 | 4          | «Х.Е.Р.У.В.И.М» «C.H.E.R.U.B»                                   | Вивьен Медрано | Вивьен Медрано и Брэндон Роджерс | Сет Андерхолм, Томас Брукс, Кайл Баллок и Пол Виллеко                 | 14 марта 2021   |
| Дела у компании «I.M.P» идут не очень. Но однажды их нанимает безумный изобретатель, который недавно попал в Ад — Лупти Гупти, с целью убийства своего бывшего партнёра — Лайла Липтона. В то же время другая компания — райская контора «Х.Е.Р.У.В.И.М», намеревается спасти незадачливого мистера Липтона и пытаются убедить его, что его жизнь всё же стоит того, чтобы непосредственно, жить. Поэтому «I.M.P» и херувимы начинают сражаться за Липтона, прежде чем херувимы в конечном итоге случайно сами не убивают его. «I.M.P» возвращаются в Ад, а херувимам теперь запрещено возвращаться на небеса. |            |                                                                 |                |                                  |                                                                       |                 |
| 5 | 5          | «Фестиваль урожайной Луны» «The Harvest Moon Festival»          | Вивьен Медрано | Вивьен Медрано и Брэндон Роджерс | Кайл Баллок, Зак Гиринг, Ариэль Сомервилл, Ник Свифт и Энг Вондра     | 30 апреля 2021  |
| Близится знаковый праздник для адских обитателей — Фестиваль урожайной Луны, и Столасу необходимо присутствовать там. Поэтому он приглашает Блитца и его компанию в качестве почётных гостей. Однако безобидная поездка за город, вскоре обернётся игрой не на жизнь, а на смерть. Вскоре «I.M.P» прибывает на назначеное место, в кольцо Гнева, где они навещают родителей Милли. Их батрак, Страйкер, на самом деле оказывается наёмным убийцей, замышляющим убить Столаса. Но терпит неудачу и сообщает об этом своему клиенту: жене Столаса, Стелле. |            |                                                                 |                |                                  |                                                                       |                 |
| 6 | 6          | «Искатели правды» «Truth Seekers»                               | Вивьен Медрано | Вивьен Медрано и Брэндон Роджерс | Саманта Эймс, Сет Андерхолм, Зак Гиринг, Ариэль Сомервилл и Ник Свифт | 21 августа 2021 |
| Возвращаясь с очередного задания, Блитца и Мокси ловят правительственные агенты, которые готовы отдать всё, лишь бы заполучить тайны Преисподней, поэтому решают допросить их. С этого момента теперь Луне и Милли приходится выручать незадачливых бесов, а Блитц и Мокси узнают друг друга намного ближе, чем они хотели бы. Они признаются друг другу в своих эмоциональных проблемах под воздействием сыворотки правды. В конечном счёте Милли и Луна спасают их, но остаются загнаными в угол агентами. В итоге группу спасает Столас. Однако камеры записали все происходящее на базе правительственных агентов, намекая, что вскоре весь мир узнает о существовании демонов. |            |                                                                 |                |                                  |                                                                       |                 |
| 7 | 7          | «У Оззи (Финал - Часть 1)» «Ozzie’s (Finale - Part 1)»          | Вивьен Медрано | Вивьен Медрано                   | Зак Гиринг, Аманда Херд, Эми Херд и Ариэль Сомервилл                  | 31 октября 2021 |
| Собираясь отметить годовщину свадьбы, Мокси и Милли направляются на круг Похоти в ночной клуб «У Оззи». Блитц намерен проследить за ними, но в клуб пускают только пары. Остаётся одно: позвать Столаса на свидание. Позже Столаса всё же замечают с бесом, и они оба подвергаются унижению со стороны владельца ресторана и главного артиста - Асмодея и Физзаролли. |            |                                                                 |                |                                  |                                                                       |                 |
| 8 | 8          | «Королева пчёл (Финал - Часть 2)» «Queen Bee (Finale - Part 2)» | Вивьен Медрано | Вивьен Медрано и Брэндон Роджерс | Ник Свифт, Кевин Славински, Зак Гиринг и Аманда Херд                  | 24 июня 2023    |
| Вихрь приглашает Луну на вечеринку адских гончих на кругу Чревоугодия. Немного позже Вихрь знакомит Луну со своей девушкой, Королевой Чревоугодия, Вельзевул. |            |                                                                 |                |                                  |                                                                       |                 |

### Второй сезон
| № общий | № в сезоне | Название | Режиссёр       | Автор сценария                  | Раскадровка | Дата премьеры   |
| --- | ---------- | --- | -------------- | ------------------------------- | --- | --------------- |
| 9 | 1          | «Цирк» «The Circus» | Вивьен Медрано | Вивьен Медрано, Брэндон Роджерс | Саманта Амбриц, Лидия Лью и Зак Гиринг                                                                                   | 30 июля 2022    |
| История знакомства Столаса и Блитца. В свой день рождения юный принц Столас получает гримуар от своего отца Пеймона. Однако Столас приходит в печаль, когда Пеймон рассказывает ему о своем обязательном браке по расчету с принцессой Стеллой. Чтобы подбодрить его, Пеймон приводит Столаса в бродячий цирк, управляемый бесами. Столаса привлекает Блитц, выступающий в цирке. После цирка Пеймон договаривается с владельцем цирка, отцом Блитца - Кэшем Баксо, чтобы сам Блиц стал другом Столаса на один день. Кэш Баксо соглашается и тайно поручает Блитцу в это время украсть ценности из дворца. Несмотря на попытки воровства, Блитц и Столас вскоре становятся друзьями. Двадцать пять лет спустя Столас уже несчастливо женат на Стелле. На вечеринке по случаю годовщины свадьбы охранники приводят Блитца к Столасу после того, как поймали его, пытающегося проникнуть во дворец. Столас, ошибочно полагая, что Блитц ищет похотливого контакта, предлагает ему войти в свою комнату. На следующий день Столас просыпается от полуобнаженного Блитца, который выпал с балкона с гримуаром в руке, на застолье в саду Стеллы. Стелла приходит в ярость, а Столас, злорадствуя, требует развода. Наши дни, на следующее утро после провального свидания с Блитцом в ночном клубе «У Оззи», Столас размышляет об отношениях между ним и Блитцом. Внезапно Стелла прерывает Столаса и обвиняет его в предательстве. Столас утверждает, что их брак никогда не был основан на настоящей любви. Стелла клянется отомстить Столасу за то, что тот бросил ее. |            | |                |                                 | |                 |
| 10 | 2          | «Звёздная болезнь (Увидев Звёзды)» «Seeing Stars» | Вивьен Медрано | Адам Нейлан                     | Саманта Амбриц, Лидия Лью и Зак Гиринг                                                                                   | 19 октября 2022 |
| Столас забывает о метеоритном дожде, на который он обещал отвести посмотреть Октавию, когда она была маленькой. Из-за этого, она крадёт у Блитца гримуар и с помощью него случайно совершает побег в людской мир, вскоре её отец Столас вместе с Блитцом и агентством «I.M.P» отправляется вслед за дочерью на её поиски. |            | |                |                                 | |                 |
| 11 | 3          | «Охи и вздохи» «Exes and Oohs» | Вивьен Медрано | Адам Нейлан                     | Ариэль Сомервил, Саманта Амбриц, Аманда Херд и Каден Уэстбрук                                                            | 11 марта 2023   |
| Кримсон — отец Мокси и глава мафии намерен насильно выдать сына за акулу Чезвика, чтобы заполучить его богатства. Сами Мокси и Чез когда то были любовниками до жестокого предательства Чеза. Блитц и Милли должны спасти друга. |            | |                |                                 | |                 |
| 12 | 4          | «Западный мотив» «Western Energy» | Вивьен Медрано | Брэндон Роджерс                 | Ариэль Сомервил, Саманта Амбриц, Аманда Херд и Каден Уэстбрук                                                            | 20 мая 2023     |
| Стелла и её брат Андреальфус делают засаду Столасу, и вскоре его ловит в плен Страйкер, намереваясь убить его. Столас просит помощи у Блитца, но тот доверяет это задание Мокси и Милли, ведь сам ведёт свою дочь, Луну, на укол от бешенства. Позже Андреальфус всё же сообщает Стелле, что, если Столас умрет, то его сила перейдет к их дочери (заставляя ее понять, что она ничего не получит); поэтому после этого она просит Страйкера пощадить его. Затем Страйкер сражается с внезапно прибывшими Милли и Мокси, но вскоре сбегает от них, оставив Столаса живым, но тяжело раненым. |            | |                |                                 | |                 |
| 13 | 5          | «Незадачливые туристы» «Unhappy Campers» | Вивьен Медрано | Адам Нейлан                     | Эдди Мид, Аманда Херд, Ник Свифт, Гэвин Арукан, Анна Ленсиони и Николь Родригес                                          | 8 июля 2023     |
| Мокси получает шанс возглавить миссию «I.M.P» впервые, и всё идёт не совсем так, как и планировалось. Тем временем Блитц(о) разыскивает свою сестру Барби Уайр, с которой он хочет попытаться наладить свои отношения. Она же в свою очередь, отказывается его прощать. |            | |                |                                 | |                 |
| 14 | 6          | «Ууупс» «Oops» | Вивьен Медрано | Вивьен Медрано                  | Николь Родригес и Мария Харламова                                                                                        | 9 сентября 2023 |
| Блитца и Физзаролли похищают Страйкер и Кримсон, которые требуют от Асмодея большой выкуп в обмен на освобождение Физзаролли. Поскольку больше никто не может прийти им на помощь, Блитц и Физзаролли вынуждены объединиться вместе, чтобы спастись, примиряя при этом и свою давнюю, прошлую дружбу. Тем временем Столас решает посетить Асмодея, чтобы попросить у него кристалл, который позволит Блитцу свободно перемещаться между Адом и Землей. |            | |                |                                 | |                 |
| 15 | 7          | «Великолепный и невероятный музыкальный спецвыпуск Маммона в середине сезона (ft Физзаролли)» «Mammon's Magnificent Musical Mid-Season Special (ft Fizzarolli)» | Вивьен Медрано | Вивьен Медрано                  | Аманда Херд, Ник Свифт и Кевин Славински                                                                                 | 29 октября 2023 |
| Физзаролли участвует в конкурсе клоунов, проводимом самим Маммоном, принцем Жадности, к большому разочарованию Асмодея. Блитц, которого пригласили служить телохранителем Физзаролли, также пытается убедить своего друга разорвать связи с жадным Маммоном. |            | |                |                                 | |                 |
| 16 | 8          | «Полная луна» «The Full Moon» | Вивьен Медрано | Вивьен Медрано, Адам Нейлан     | Гэвин Арукан, Саманта Эймс                                                                                               | 31 мая 2024     |
| Блитц готовится к своей ежемесячной ночи со Столасом. Тем временем «Х.Е.Р.У.В.И.М» и «D.H.O.R.K.S» объединяются, чтобы выследить его, но их останавливают Мокси, Милли и Луна. Они вступают в жестокую битву, но в конце концов херувимы терпят поражение и отправляются обратно на Землю. Блитц встречается со Столасом только для того, чтобы узнать, что их сделка расторгнута. Возмущенный и преданный, он оскорбляет Столаса, непреднамеренно показывая, что его заботил только секс с ним, в результате чего последний убит горем, а Блитц обезумел, осознав, что Столас испытывает к нему законные чувства. |            | |                |                                 | |                 |
| 17 | 9          | «Тур извинений» «Apology Tour» | Вивьен Медрано | Вивьен Медрано                  | Гэвин Арукан, София Джамали Магальянес Моралес, Лидия Лью, Анна Ленсиони                                                 | 22 июня 2024    |
| После очередной ссоры со Столасом, Блитц отправляется в «тур извинений», где приносит свои неискренние извинения тем, кому ранее причинил зло. Кульминацией тура становится Хэллоуинская вечеринка на Земле, организованная Веросикой Мэйдей, посвященная ненависти к Блитцу за его прошлые деяния. На вечеринку пригласили и Столаса, который исполнил музыкальный номер о своих чувствах к Блитцу, и замаскированный Блитц становится свидетелем этого выступления. Блитц осознает свои ошибки и искренне извиняется перед Столасом и Веросикой, прежде чем покинуть вечеринку. |            | |                |                                 | |                 |
| 18 | 10         | «Духо*бы» «Ghostfuckers» | Вивьен Медрано | Брэндон Роджерс                 | Гэвин Арукан, Николь Родригес, Аманда Херд                                                                               | 31 октября 2024 |
| После расставания с Столасом, Блитц начинает тратить весь бюджет компании, пытаясь справиться со своей депрессией. «I.M.P» нанимается убить цель в отеле с привидениями. Блитц начинает преследовать демона, убившего клиента, попутно изображая из себя ведущую телешоу об охотнике за привидениями, которая спит с призраками. В конце концов Милли устает от выходок Блитца, и они решают разойтись. Демон находит Блитца и решает психологически мучать его. Эмоционально разбитого Блитца находит Милли и решает поддержать его, напоминая о том, как они впервые встретились и создали «I.M.P» вместе с Мокси и Луной, убедив его, что он помог сделать ее жизнь лучше. После разговора они обнаруживают, что хозяин отеля Роландо – демон из кольца Зависти, и именно он ответственен за убийство их клиента. Роландо вновь вселяется в Блитца и продолжает психологически истязаться над ним, но Милли ударами удается изгнать Роландо из тела Блитца. Придя в себя, Блитц убивает Роландо и возвращается домой вместе с Милли. |            | |                |                                 | |                 |
| 19 | 11         | «Кукловод» «Mastermind» | Вивьен Медрано | Вивьен Медрано                  | Саманта Амбриц, Кевин Славински, Мария Харламова                                                                         | 29 ноября 2024  |
| Андреальфус узнает от Стеллы о незаконной сделке Столаса и Блитца. В результате чего Андреальфус решает засудить «I.M.P» и Блитца. Впоследствии их арестовывают и приводят в суд под председательством Сатаны, греха Гнева. Также на заседании присутствуют Семь смертных грехов и Демоны «Гоетии», в том числе сам Андреальфус и Вассаго. Несмотря на то, что Асмодей, Вельзевул и Вассаго выступили в поддержку «I.M.P» и Столаса, Андреальфус все равно настаивает на казни Блитца, выставляя его агрессором в сделке со Столасом и обвиняя в том, что он нанял Страйкера для его убийства. Сатана готовится к публичной казни Блитца, которую транслируют по всему Аду, что привлекает внимание Столаса, который решается вмешаться в заседание для того, чтобы спасти Блитца, взяв на себя ответственность за их сделку. Сатана решает пощадить Блитца и наказать Столаса, лишив его власти и своего статуса на сто лет, Андреальфусу же удается хитростью убедить Сатану позволить ему занять место Столаса. Поскольку данное заседание транслировалось по телевидению, Блитц и «I.M.P» стали знаменитостями среди своих собратьев-бесов, в то время как Столас подвергся хейту. Блитц и Луна решают приютить Столаса у себя. |            | |                |                                 | |                 |
| 20 | 12         | «Грехждество (Синсмас)» «Sinsmas» | Вивьен Медрано | Вивьен Медрано                  | Гэвин Арукан, Аманда Херд, Лидия Лью, Анна Ленсиони, София Джамали Магальянес Моралес, Юлия В. Бебишева, Кевин Славински | 21 декабря 2024 |
| На Грехждество Блитц, желая поддержать Столаса, предлагает ему должность нового секретаря в «I.M.P». Столас, в свою очередь, пытается восстановить связь с Октавией, но не может до нее дозвониться. Позже «I.M.P» получает заказ на устранение бывшего мужа клиентки, который начал новую жизнь с другим человеком и их дочерьми. Однако Блитц чувствует себя неудобно, наблюдая, как семья вместе отмечает праздник, и решает отменить заказ. Тем временем Октавия находит у своего отца тайный запас антидепрессантов, что заставляет ее задуматься о том, что он был несчастен рядом с ней. Когда Столас пытается навестить ее, Андреальфус останавливает его, и между ними возникает конфликт, в который позже вмешивается «I.M.P». Октавия прекращает драку, не желая, чтобы Столас пострадал, но в итоге решает отречься от своего отца за то, что он выбрал Блитца вместо своей семьи. Позже, когда «I.M.P» отмечает Грехждество, Милли обнаруживает, что беременна, но решает скрыть эту новость от Мокси. В это время Блитц и Столас сближаются на почве того, что их семьи отвергли их обоих. |            | |                |                                 | |                 |

### Музыкальные клипы
| № общий | № в сезоне | Название                          | Режиссёр       | Автор сценария | Storyboarded by | Дата премьеры   |
| --- | ---------- | --------------------------------- | -------------- | -------------- | --------------- | --------------- |
| 1 | 1          | «О, Милли» «Oh Millie»            | Вивьен Медрано | Вивьен Медрано | Аманда Херд     | 14 февраля 2020 |
| Мокси поет Милли свою песню о любви к ней. Песня ранее использовалась в пилотной серии (эпизоде) сериала.                                                                    |            |                                   |                |                |                 |                 |
| 2 | 2          | «Прошу заметь» «Just Look My Way» | Вивьен Медрано | Вивьен Медрано | Саманта Эймс    | 3 декабря 2023  |
| Действие клипа происходит между эпизодами «Ууупс» и «Полная луна», Столас обдумывает решение подарить Блицо Кристалл Асмодея и размышляет об их отношениях до этого момента. |            |                                   |                |                |                 |                 |

### Адские Истории (Helluva Shorts)
| № общий | № в сезоне | Название                                           | Режиссёр       | Автор сценария | Storyboarded by         | Дата премьеры    |
| --- | ---------- | -------------------------------------------------- | -------------- | -------------- | ----------------------- | ---------------- |
| 1 | 1          | «Адские Красотки» «Hell's Belles»                  | Вивьен Медрано | Моргана Игнис  | Кейден Уэстбрук         | 26 апреля 2024   |
| Милли и её сестра Салли Мэй проводят день сестер в Имп-Сити, позже обе сестры размышляют о том, как их индивидуальная работа повлияла на них обоих. |            |                                                    |                |                |                         |                  |
| 2 | 2          | «Миссия: Антарктика» «Mission: Antarctica»         | Вивьен Медрано | Адам Нейлан    | Гэвин Арукан            | 31 июля 2024     |
| Простая вылазка с целью убийства в Антарктику оборачивается внезапным побегом, когда Блитц, Мокси и Милли едва ли спасаются бегством от армии плотоядных пингвинов. |            |                                                    |                |                |                         |                  |
| 3 | 3          | «Миссия: Виабу-Бу» «Mission: Weeaboo-Boo»          | Вивьен Медрано | Адам Нейлан    | Аманда Херд             | 31 августа 2024  |
| Блитц отправляется в мир людей, чтобы убить молодую девушку, но обнаруживает, что её привлекают демоны. После того как Блитц успешно убивает девушку, та в обличие демона попадает в Ад. И, к большому разочарованию для Блитца, обещает ему быть рядом с ним навсегда.                     |            |                                                    |                |                |                         |                  |
| 4 | 4          | «Миссия: Чупакабры» «Mission: Chupacabras»         | Вивьен Медрано | Вивьен Медрано | Карл Хадрика            | 29 сентября 2024 |
| Во время неудачной миссии Блитц оказывается в плену у мексиканского фермера, занимающегося разведением коз. Фермер выдаёт его за мифическое существо Чупакабру. Блитцу приходится найти способ сбежать и забрать свое оружие, прежде чем его поймают агенты.                                |            |                                                    |                |                |                         |                  |
| 5 | 5          | «Миссия: Последнее желание» «Mission: Orphan Time» | Вивьен Медрано | Лайл Рат       | Тони Рафиэль Сомервилль | 30 июня 2025     |
| Блиц и Луна получили заказ на Мистера Ригглерса. Он был настолько добрый, что убийцы сжалились и дали ему выполнить своё последнее желание — попрощаться со всеми своими детьми. На это ушёл весь день. Напоследок Мистер Ригглерс посмотрел с Луной на закат, после чего был убит Блитцем. |            |                                                    |                |                |                         |                  |
| 6 | 6          | «Миссия: Плохой водило» «Mission: Bad Drivezo»     | Вивьен Медрано | Лайл Рат       | Тони Рафиэль Сомервилль | 2 августа 2025   |
| На задании Блица и Мокси подрезает мужчина на автомобиле. Блица это так разозлило, что он решил догнать его и убить. В итоге он не убил мужчину, потому что тот торопился на 18-й день рождения своего сына. Но он всё равно был застрелен Мокси.                                           |            |                                                    |                |                |                         |                  |